# ヨリト・ヘンドリクス
ヨリト・ヘンドリクス（オランダ語: Jorrit Hendrix、1995年2月6日 - ）は、オランダのサッカー選手。フォルトゥナ・デュッセルドルフ所属。ポジションはMF。

## クラブ歴
PSVアイントホーフェンの下部組織からトップチームに昇格。2013年8月3日にヨングPSVでプロデビューした。同月10日のエールディヴィジ・NECナイメヘン戦でトップチーム初出場、86分からカリム・レキクに代わっての出場であった。彼がPSVで100試合出場を達成した時に、その100試合での勝利数は78を数え、これは歴代10傑に入る記録である。第一位はホルスト・ブランケンブルクの83勝であるが、それ以外にもアヤックス・アムステルダム黄金時代のヨハン・クライフ、ヨハン・ニースケンス、ルート・クロル、アリー・ハーンの面々、エトヴィン・ファン・デル・サールが名を連ねている。
2021年1月16日、FCスパルタク・モスクワと長期契約を締結した。
2022年1月26日、フェイエノールトに2021-22シーズン終了までの契約でレンタル移籍をした。
2022年8月11日、フォルトゥナ・デュッセルドルフに移籍した。

## 代表歴
2016年8月にオランダ代表に招集され、9月1日のギリシャ代表との親善試合で代表初出場。